# Irena Kurpisz-Stefanowa
Irena Kurpisz-Stefanowa (* 17. August 1901 in Rogażewo; † 1994 in Warschau) war eine polnische Pianistin und Musikpädagogin.
Kurpisz-Stefanowa absolvierte bis 1927 ein Klavierstudium am Staatlichen Konservatorium Posen. Danach unterrichtete sie am städtischen Konservatorium von Bydgoszcz, wo seine eine Klavierklasse leitete. Ab 1935 unterrichtete sie am Konservatorium der Pommerschen Musikgesellschaft in Toruń, ab 1936 trat sie auch als Klavierbegleiterin im Rundfunksender der Stadt auf.
In der Zeit der deutschen Besatzung lebte Kurpisz-Stefanowa in Warschau und gab dort privaten Klavierunterricht. Nach 1945 kehrte sie nach Toruń zurück. Dort bemühte sie sich um die Reaktivierung der Pommerschen Musikgesellschaft und wurde Direktorin von deren Musikinstitut (später Staatliche Musikhochschule). Für ihre Aktivitäten zur Erhöhung des pädagogischen und künstlerischen Niveaus der Hochschule wurde ihr 1951 das Silberne Verdienstkreuz der Republik Polen verliehen. 1952 zog sie nach Posen, wo sie bis zu ihrer Pensionierung als Professorin für Klavier an der Staatlichen Musikhochschule wirkte. Zu ihren Schülern zählen u. a. Jerzy Godziszewski und Bernadetta Matuszczak.

## Quelle
- Akademia Muzyczna im. Feliksa Nonowiejskego w Bydgoszczy – Kurpisz-Stefanowa, Irena

| Personendaten    | Personendaten                          |
| ---------------- | -------------------------------------- |
| NAME             | Kurpisz-Stefanowa, Irena               |
| KURZBESCHREIBUNG | polnische Pianistin und Musikpädagogin |
| GEBURTSDATUM     | 17. August 1901                        |
| GEBURTSORT       | Rogażewo                               |
| STERBEDATUM      | 1994                                   |
| STERBEORT        | Warschau                               |